# Cornouiller à fleurs
Cornus florida
Espèce
Classification APG III (2009)
Répartition géographique
Le Cornouiller à fleurs d'Amérique (Cornus florida) est une espèce de plante de la famille des Cornaceae. Il est parfois appelé Bois-de-chien ou hanamizuki (花水木).

## Pharmacopée
Un rapport a quantifié les activités biologiques des anthocyanes Cornus florida sur cellules tumorales.
Il a montré des profils d'anthocyanes avec des anthocyanes majeures comme la cyanidine 3-O-galactoside et la cyanidine 3-O-glucoside.
Les anthocyanes testées ont été prélevées sur des fruits frais.
L'anthocyanine a montré une inhibition de la croissance dans les lignées de cellules tumorales humaines: côlon, sein, poumon, système nerveux central et estomac.

## Photo

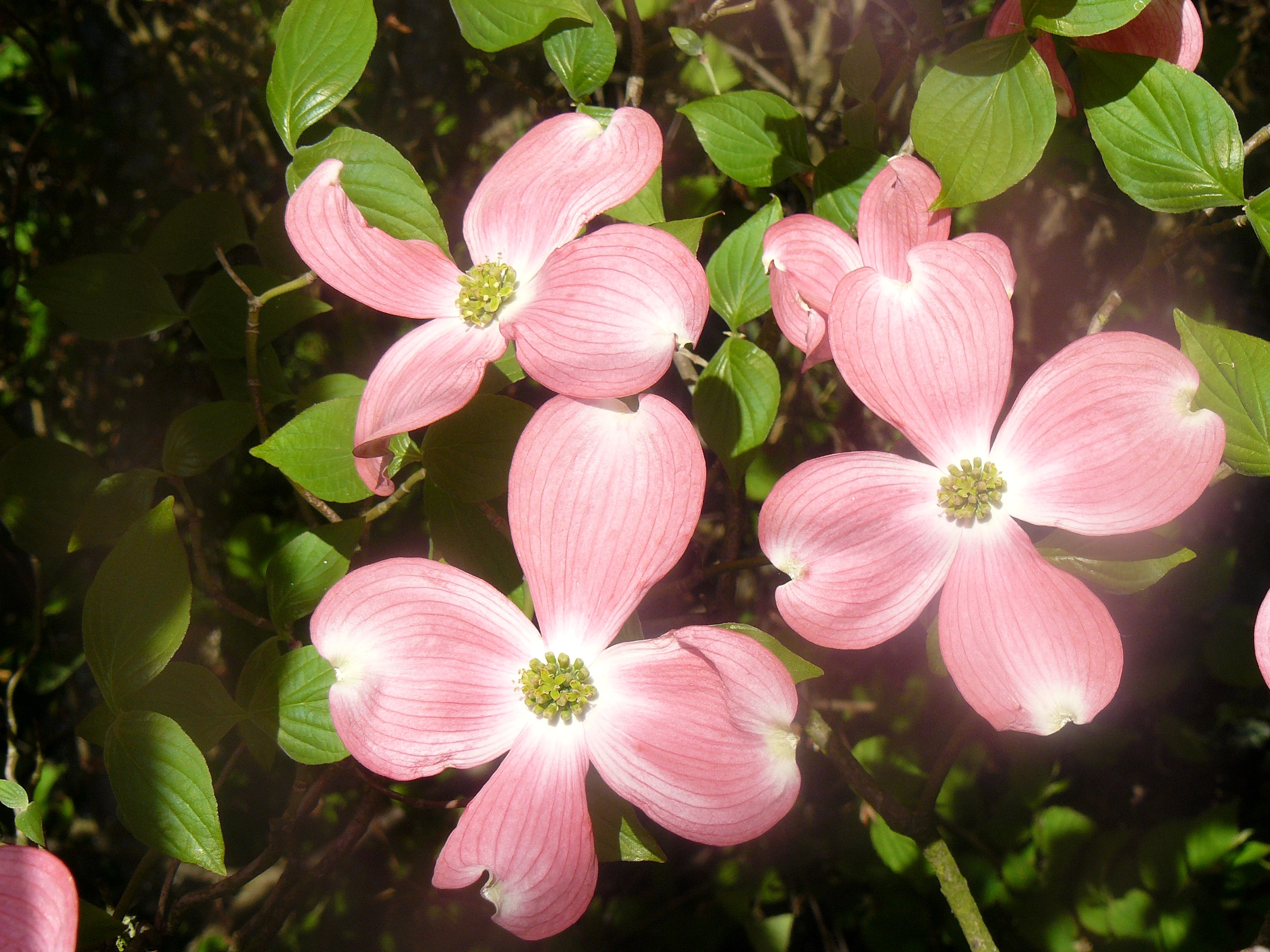
Cornouiller à fleurs roses